# Eriocaulon herzogii
Eriocaulon herzogii är en gräsväxtart som beskrevs av Harold Norman Moldenke. Eriocaulon herzogii ingår i släktet Eriocaulon och familjen Eriocaulaceae. Inga underarter finns listade i Catalogue of Life.